# Partitivus
A partitivus (ejtsd partitívusz) egy nyelvtani eset néhány, például a finn és az észt nyelvekben.
A tárgyesettel hasonló a funkciója azzal a különbséggel, hogy  a cselekvés nem  a cselekvés tárgyának egészére, hanem annak csak egy részére irányul. Ezt a különbséget a magyar nyelv is képes kifejezni. Például: „Házakat bontanak le az utcánkban”. Ekkor „a mienket nem bontják le” kijelentés benne van a közlésben. Ezt fejezi ki a határozott névelő elmaradása. „A házakat lebontják az utcánkban”. Ekkor mindet, a mienket is lebontják, azaz a cselekvésnek minden ház tárgya az utcában. Ezt fejezzük ki a határozott névelővel. Itt azonban nem a partitivus esetével van dolgunk, mint például a finnben, de mégis megfelel a partitivus funkciójának.
Funkciója a tárgyesettel összehasonlítva:
Partitivus: Kávét iszom. (= Iszom egy-két kortyot belőle.)
Akkusativus: Megiszom a kávémat. (=  Kiiszom egy egész csésze kávé tartalmát.)
Partitivus: Pénzt veszek fel. (= Így megint lesz nálam készpénz.)
Akkusativus: Felveszem a pénzemet. (= Mindenestül az egész rendelkezésre álló pénzemet a bankszámlámról.)
Érdekesség, hogy a finn partitivus esetragja a régi magyar partitivusi raggal etimológiailag és funkciót tekintve is megegyezik: „mesélek a történetekből”, „kerron tarino-i-ta”,  de régi magyar: „eszem a kenyér-től”, mai: „eszem a kenyérből”.  Ma a magyarban partitivusi estrag nincs, helyjelölő esetraggal pótoljuk, főként a bÓl raggal. 
A francia nyelv és az olasz nyelv esetében hibásan a partitivus a szinonimája egy speciális névelőnek (du, de la  illetve del, della, dello), ami pedig nem pontos, sőt félrevezető is lehet, mert itt nem a főnevek egy esetéről van szó.
Példák:
Francia: Est-ce qu'il a bu de l’alcool?
Magyar: Ivott ő alkoholt?
Olasz: Vuole della carne?
Magyar: Húst parancsol?
A balti-szláv nyelvekben gyakran a  genitivus, a birtokos eset hordozza a partitivus funkcióját, például a litván duok man vandens (adj nekem vizet, azaz a vízből valamennyit). A macedón nyelvben egy elöljárós szerkezet használatos, például. дај ми од тие јаболки (adj nekem ezekből az almákból).
A szerb nyelvben ez a forma hivatalosan partitivus genitivus megjelölést kapja, például Сипај кафе! (Önts magadnak a kávéból!).
Néhány nyelv esetében a partitivus funkcióját nem egy eset, hanem a nyelvtani szám, a numerus hordozza.

### Partitivus az észt nyelvben[1]
A partitivus használati esetei az észt nyelvben:
- részleges, nem meghatározott alany kifejezése,
- tőszámnevek után (pl. kolm inimest, három ember)
- részleges vagy nem teljesen meghatározott tárgy kifejezése, illetve a tárgy jelölése, ha a cselekvés nincs befejezve,
- az alany és a tárgy jelölése tagadó mondatokban.

## Fordítás
- Ez a szócikk részben vagy egészben  a   Partitiv című német Wikipédia-szócikk fordításán alapul.  Az eredeti cikk szerkesztőit annak laptörténete sorolja fel. Ez a jelzés csupán a megfogalmazás eredetét és a szerzői jogokat jelzi, nem szolgál a cikkben szereplő információk forrásmegjelöléseként.